# Landkreis Gardelegen

Wappen des Landkreises Gardelegen

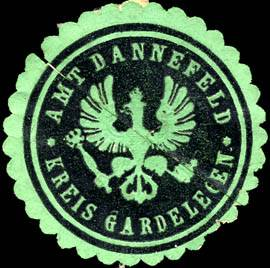
Siegelmarke Amt Dannefeld – Kreis Gardelegen

Der Landkreis Gardelegen, ursprünglich Kreis Gardelegen, war von 1816 bis 1945 ein Landkreis in der preußischen Provinz Sachsen und von 1945 bis 1952 im Land Sachsen-Anhalt der Sowjetischen Besatzungszone (SBZ) bzw. der DDR.

## Verwaltungsgeschichte

### Königreich Preußen
Im Rahmen der preußischen Verwaltungsreformen nach dem Wiener Kongress wurde zum 1. Juli 1816 der Kreis Gardelegen im Regierungsbezirk Magdeburg in der Provinz Sachsen eingerichtet. Das Landratsamt war in Gardelegen, von 1844 bis 1850 allerdings in Isenschnibbe. Zum 1. Januar 1819 wurde das Dorf Wernstedt aus dem Kreis Salzwedel in den Kreis Gardelegen umgegliedert.

### Norddeutscher Bund/Deutsches Reich
Seit dem 1. Juli 1867 gehörte der Kreis zum Norddeutschen Bund und seit dem 1. Januar 1871 zum Deutschen Reich. Zum 30. September 1928 fand im Kreis Gardelegen entsprechend der Entwicklung im übrigen Freistaat Preußen eine Gebietsreform statt, bei der nahezu alle Gutsbezirke aufgelöst und benachbarten Landgemeinden zugeteilt wurden. Am 1. Oktober 1932 wurden die Exklaven Hehlingen und Heßlingen aus dem Kreis Gardelegen in den Kreis Gifhorn in der preußischen Provinz Hannover, Regierungsbezirk Lüneburg, umgegliedert. Nach der Auflösung der Provinz Sachsen zum 1. Juli 1944 gehörte der Kreis zur neuen Provinz Magdeburg.
Im April 1945 wurde das Kreisgebiet durch die US-amerikanischen Streitkräfte besetzt und am 1. Juli 1945 an die sowjetischen Truppen übergeben.

### Sowjetische Besatzungszone/Deutsche Demokratische Republik
1945 wurde die Enklave Calvörde mit den Gemeinden Berenbrock, Calvörde, Dorst, Elsebeck, Jeseritz, Lössewitz, Parleib, Uthmöden, Velsdorf und Zobbenitz aus dem braunschweigischen Landkreis Helmstedt in den nunmehr Landkreis Gardelegen genannten Kreis umgegliedert.
Am 1. Juli 1950 kam es in der DDR zu einer ersten Verwaltungsreform:
- Die Gemeinden Behnsdorf, Belsdorf, Berenbrock, Born, Böddensell, Calvörde, Dorst, Döhren, Eickendorf, Eschenrode, Everingen, Flechtingen, Weferlingen, Hasselburg, Hödingen, Klinze, Ribbensdorf, Seggerde, Uthmöden, Walbeck und Wieglitz wechselten aus dem Landkreis Gardelegen in den Landkreis Haldensleben.
- Die Stadt Kalbe (Milde) sowie die Gemeinden Altmersleben, Böckwitz, Bühne, Dönitz, Immekath, Jahrstedt, Kunrau, Nesenitz, Neuendorf, Neuferchau, Steimke und Vahrholz wechselten aus dem Landkreis Salzwedel in den Landkreis Gardelegen.

Im Zuge der Verwaltungsreform von 1952 in der DDR wurden an der Abgrenzung des Landkreises weitere umfangreiche Änderungen vorgenommen:
- Die Gemeinden Bösdorf, Klüden, Etingen, Gehrendorf, Kathendorf, Lockstedt, Mannhausen, Velsdorf und Wegenstedt kamen zum Kreis Haldensleben.
- Die Stadt Kalbe (Milde) sowie die Gemeinden Altmersleben, Brüchau, Bühne, Engersen, Faulenhorst, Jemmeritz, Kakerbeck, Schenkenhorst, Vahrholz, Wernstedt und Winkelstedt kamen zum Kreis Kalbe.
- Die Städte Klötze und Oebisfelde sowie die Gemeinden Bergfriede, Böckwitz, Breitenrode, Dannefeld, Dönitz, Immekath, Jahrstedt, Köckte, Kusey, Miesterhorst, Nesenitz, Neuendorf, Neuferchau, Niendorf, Quarnebeck, Röwitz, Steimke, Trippigleben, Wassensdorf, Weddendorf und Wenze kamen zum Kreis Klötze.
- Die Gemeinde Ottersburg kam zum Kreis Tangerhütte.
- Alle übrigen Gemeinden bildeten den Kreis Gardelegen.
- Die Kreise Gardelegen, Haldensleben, Kalbe, Klötze und Tangerhütte wurden dem neuen Bezirk Magdeburg zugeordnet.

1987 wurde ein Großteil des aufgelösten Kreises Kalbe in den Kreis Gardelegen eingegliedert. Der Kreis Gardelegen, seit 1990 Landkreis genannt, wurde zum 1. Juli 1994 aufgelöst und in den neugebildeten Altmarkkreis Salzwedel eingegliedert.

## Einwohnerentwicklung
| Jahr | Einwohner | Quelle |
| ---- | --------- | ------ |
| 1816 | 29.719    | [ 3 ]  |
| 1843 | 41.453    | [ 4 ]  |
| 1871 | 49.526    | [ 5 ]  |
| 1890 | 52.477    | [ 6 ]  |
| 1900 | 56.961    | [ 6 ]  |
| 1910 | 62.621    | [ 6 ]  |
| 1925 | 64.789    | [ 6 ]  |
| 1933 | 63.472    | [ 6 ]  |
| 1939 | 64.902    | [ 6 ]  |
| 1946 | 97.381    | [ 7 ]  |

## Landräte
1816–1843: Wilhelm von Kröcher (1782–1861)
1843–1861: Friedrich Wilhelm von Kröcher (1810–1891)
1861–1867: Jacob von Gerlach
1867–1892: Kurt von Reventlow
1892–1894: Konrad von Goßler (1841–1900)
1894–1897: Karl von Davier (1853–1936)
1897–1920: Werner von Alvensleben (1858–1928)
1920–1932: Oscar Böer († 1932)
1932–1933: Horst von Windheim (1886–1935)
1933–1941: Fritz Coester (* 1893)
1941–9999: Meyer-Nieberg (vertretungsweise)
1942–9999: Siegfried (vertretungsweise)
1942–1944: Max Daue (vertretungsweise)
1944–1945: Lorke (kommissarisch)
1945–9999: Georg Rößler (* 1887)

## Kommunalverfassung bis 1945
Der Kreis Gardelegen gliederte sich in Städte, in Landgemeinden und – bis zu deren nahezu vollständiger Auflösung im Jahre 1928 – in Gutsbezirke. Mit Einführung des preußischen Gemeindeverfassungsgesetzes vom 15. Dezember 1933 sowie der Deutschen Gemeindeordnung vom 30. Januar 1935 wurde zum 1. April 1935 das Führerprinzip auf Gemeindeebene durchgesetzt. Eine neue Kreisverfassung wurde nicht mehr geschaffen; es galt weiterhin die Kreisordnung für die Provinzen Ost- und Westpreußen, Brandenburg, Pommern, Schlesien und Sachsen vom 19. März 1881.

## Wappen
Blasonierung: „Geteilt; oben in Silber ein wachsender goldbewehrter roter Adler, unten in Rot ein schreitender blaubewehrter und blaubezungter goldener Löwe.“
 (genehmigt am 14. September 1938)

## Städte und Gemeinden

### Stand 1939
Der Kreis Gardelegen umfasste 1939 drei Städte, 102 weitere Gemeinden und einen gemeindefreien Forst-Gutsbezirk.
| - Ackendorf - Algenstedt - Behnsdorf - Belsdorf - Berge - Bergfriede - Böddensell - Börgitz - Born - Bösdorf - Breitenfeld - Breitenrode - Brüchau - Dannefeld - Deetz - Döhren - Eickendorf - Eschenrode - Estedt - Etingen - Everingen - Faulenhorst - Flechtingen - Gardelegen, Stadt - Gehrendorf - Grauingen - Groß Engersen | - Hasselburg - Hemstedt - Hödingen - Hottendorf - Ipse - Jävenitz - Jeggau - Jemmeritz - Jerchel - Kakerbeck - Kassieck - Käthen - Kathendorf - Klein Engersen - Klinke - Klinze - Kloster Neuendorf - Klötze, Stadt - Klüden - Köckte - Kusey - Laatzke - Letzlingen - Lindstedt - Lindstedterhorst - Lockstedt b. Klötze - Lockstedt b. Oebisfelde | - Lotsche - Lüffingen - Mannhausen - Mieste - Miesterhorst - Niendorf - Oebisfelde, Stadt - Ottersburg - Peckfitz - Polvitz-Neuemühle - Potzehne - Quarnebeck - Rätzlingen - Ribbensdorf - Röwitz - Roxförde - Sachau - Schenkenhorst - Schwiesau - Seethen - Seggerde - Sichau - Siems - Siestedt - Solpke - Staats - Tarnefitz | - Trippigleben - Trüstedt - Uchtspringe - Vinzelberg - Volgfelde - Vollenschier - Walbeck - Wannefeld - Wassensdorf - Weddendorf - Weferlingen - Wegenstedt - Wenze - Wernitz - Wernstedt - Weteritz - Wieglitz - Wiepke - Winkelstedt - Wollenhagen - Wustrewe - Zichtau - Zienau - Ziepel |

Im Kreis lag außerdem der Forstgutsbezirk Letzlinger Heide.

### Bis 1939 aufgelöste oder ausgeschiedene Gemeinden
- Kaltendorf, 1918 zu Oebisfelde-Kaltendorf
- Hehlingen, 1932 zum Kreis Gifhorn
- Heßlingen, 1932 zum Kreis Gifhorn
- Salchau, 1939 aufgelöst
- Sylpke, 1936 Aufteilung in die Gemeinden Sachau und Solpke

### Namensänderungen
- Die Stadt Oebisfelde-Kaltendorf wurde 1938 in Oebisfelde umbenannt.